# Bantanges
Bantanges est une commune française située dans le département de Saône-et-Loire en région Bourgogne-Franche-Comté.

## Géographie
Bantanges fait partie de la Bresse louhannaise. La commune s'étend le long de la D 971 de Louhans à Cuisery. Deux rivières bordent Bantanges : la Seille  au nord constitue la limite de la commune avec celle de Savigny-sur-Seille et la Sâne Morte au sud, qui la sépare de Ménetreuil.

### Lieux-dits et écarts
Bantanges est composée de plusieurs lieux-dits, qui sont les suivants : le Bas de Bantanges, la Bergenée, les Bois Brûlés, les Cadolles, la Commagne, les Diots, les Dallemands, Gizonges, la Grande Buclière, la Grange du Bois, les Molaises, les Petits Bois, la Ragée, les Rois et la Tuilerie.

### Climat
Pour des articles plus généraux, voir Climat de la Bourgogne-Franche-Comté et Climat de Saône-et-Loire.
En 2010, le climat de la commune est de type climat océanique dégradé des plaines du Centre et du Nord, selon une étude du Centre national de la recherche scientifique s'appuyant sur une série de données couvrant la période 1971-2000. En 2020, Météo-France publie une typologie des climats de la France métropolitaine dans laquelle la commune est exposée à un climat semi-continental et est dans la région climatique Bourgogne, vallée de la Saône, caractérisée par un bon ensoleillement (1 900 h/an), un été chaud (18,5 °C), un air sec au printemps et en été et des vents faibles.
Pour la période 1971-2000, la température annuelle moyenne est de 11,3 °C, avec une amplitude thermique annuelle de 17,8 °C. Le cumul annuel moyen de précipitations est de 963 mm, avec 11,6 jours de précipitations en janvier et 7,7 jours en juillet. Pour la période 1991-2020, la température moyenne annuelle observée sur la station météorologique de Météo-France la plus proche, « Montpont », sur la commune de Montpont-en-Bresse à 7 km à vol d'oiseau, est de 11,8 °C et le cumul annuel moyen de précipitations est de 1 026,2 mm. 
La température maximale relevée sur cette station est de 40,3 °C, atteinte le 31 juillet 2020 ; la température minimale est de −16,5 °C, atteinte le 20 décembre 2009,,.
Les paramètres climatiques de la commune ont été estimés pour le milieu du siècle (2041-2070) selon différents scénarios d'émission de gaz à effet de serre à partir des nouvelles projections climatiques de référence DRIAS-2020. Ils sont consultables sur un site dédié publié par Météo-France en novembre 2022.

## Urbanisme

### Typologie
Au 1er janvier 2024, Bantanges est catégorisée commune rurale à habitat dispersé, selon la nouvelle grille communale de densité à sept niveaux définie par l'Insee en 2022.
Elle appartient à l'unité urbaine de Louhans, une agglomération intra-départementale regroupant six  communes, dont elle est une commune de la banlieue,,. Par ailleurs la commune fait partie de l'aire d'attraction de Louhans, dont elle est une commune de la couronne,. Cette aire, qui regroupe 15 communes, est catégorisée dans les aires de moins de 50 000 habitants,.

### Occupation des sols
L'occupation des sols de la commune, telle qu'elle ressort de la base de données européenne d’occupation biophysique des sols Corine Land Cover (CLC), est marquée par l'importance des territoires agricoles (88,2 % en 2018), une proportion identique à celle de 1990 (88,2 %). La répartition détaillée en 2018 est la suivante : prairies (43,4 %), terres arables (33,6 %), zones agricoles hétérogènes (11,3 %), zones urbanisées (6 %), forêts (5,8 %). L'évolution de l’occupation des sols de la commune et de ses infrastructures peut être observée sur les différentes représentations cartographiques du territoire : la carte de Cassini (XVIIIe siècle), la carte d'état-major (1820-1866) et les cartes ou photos aériennes de l'IGN pour la période actuelle (1950 à aujourd'hui).

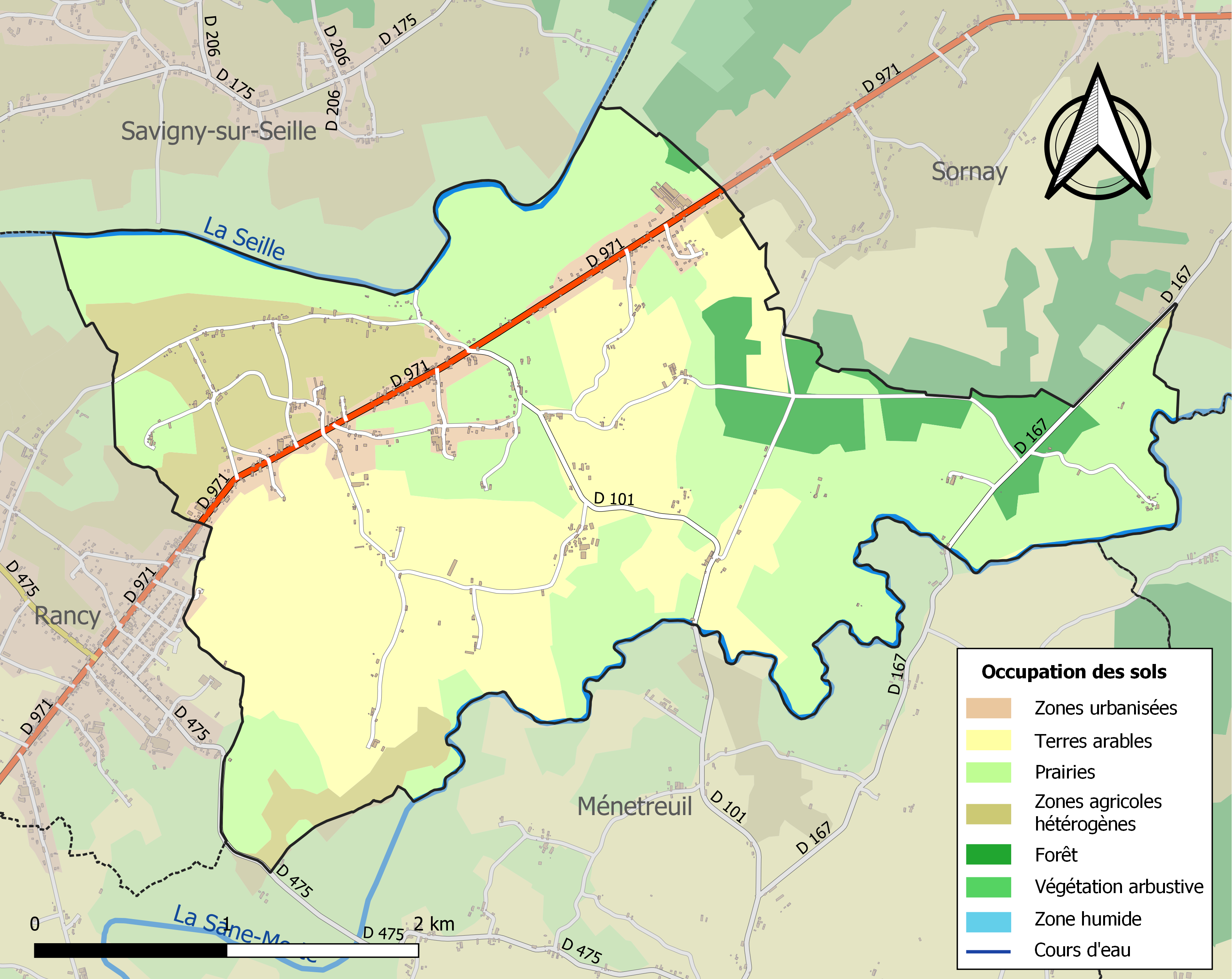
Carte des infrastructures et de l'occupation des sols de la commune en 2018 (CLC).

## Toponymie
- D'un nom de personne germanique Banto ou Bando suivi du suffixe -ing francisé en -anges.
- Bandingas (833), Bandenges (928), Bandenches (950), Bandonges (978), Batanges (1006), Bantanges (1016), Bandenges (vers 1225)  Bandanges (1368), Bandoinges (1374), Bantanges (1449), Batanges (1464), Bantange (1473), Botanges (1503), Battanges (1578), Bantanges (1666), Bantange (1760).

## Histoire
La paroisse de Bantanges appartient, sous l'ancien régime, au diocèse de Lyon, à l'archiprêtré de Bâgé.

## Politique et administration

### Tendances politiques et résultats

#### Élections présidentielles
Le village de Bantanges place en tête à l'issue du premier tour de l'élection présidentielle française de 2017, Marine Le Pen (RN) avec 37,30 % des suffrages. Mais lors du second tour, Emmanuel Macron (LaREM) et Marine Le Pen (RN) arrive à égalité avec 50 %.

#### Élections législatives
Le village de Bantanges faisant partie de la quatrième circonscription de Saône-et-Loire, place lors du 1er tour des élections législatives françaises de 2017, Stéphane GROS (LR) avec 21,21 % des suffrages. Mais lors du second tour, il s'agit de Cécile Untermaier (PS) qui arrive en tête avec 58,23 % des suffrages.
Lors du 1er tour des élections législatives françaises de 2022, Cécile Untermaier (PS), députée sortante, arrive en tête avec 40,40 % des suffrages comme lors du second tour, avec cette fois-ci, 64,55 % des suffrages.

#### Élections départementales
Le village de Bantanges faisant partie du canton de Cuiseaux place le binôme de Frédéric CANNARD (DVG) et Sylvie CHAMBRIAT (DVG), en tête, dès le 1er tour des élections départementales de 2021 en Saône-et-Loire avec 41,96 % des suffrages. Lors du second tour, les habitants décideront de placer de nouveau le binôme de Frédéric CANNARD (DVG) et Sylvie CHAMBRIAT (DVG), en tête, avec cette fois-ci, près de 57,98 % des suffrages. Devant l'autre binôme menée par Sébastien FIERIMONTE (DIV) et Carole RIVOIRE-JACQUINOT (DIV) qui obtient 42,02 %. Il est important de souligner une abstention record lors de ces élections qui n'ont pas épargné le village de Bantanges avec lors du premier tour 66,93 % d'abstention et au second, 65,87 %.

### Liste des maires de Bantanges
| Période                                  | Période   | Identité             | Étiquette | Qualité              |
| ---------------------------------------- | --------- | -------------------- | --------- | -------------------- |
| mars 2001                                | mars 2014 | Nadine Morey         |           | Secrétaire de mairie |
| mars 2014                                | en cours  | Jean-Michel Reboulet |           |                      |
| Les données manquantes sont à compléter. |           |                      |           |                      |

## Démographie
L'évolution du nombre d'habitants est connue à travers les recensements de la population effectués dans la commune depuis 1793. Pour les communes de moins de 10 000 habitants, une enquête de recensement portant sur toute la population est réalisée tous les cinq ans, les populations de référence des années intermédiaires étant quant à elles estimées par interpolation ou extrapolation. Pour la commune, le premier recensement exhaustif entrant dans le cadre du nouveau dispositif a été réalisé en 2007.

En 2022, la commune comptait 566 habitants, en évolution de +1,98 % par rapport à 2016 (Saône-et-Loire : −1,06 %, France hors Mayotte : +2,11 %).
| 1793 | 1800 | 1806 | 1821 | 1831 | 1836 | 1841 | 1846 | 1851 |
| ---- | ---- | ---- | ---- | ---- | ---- | ---- | ---- | ---- |
| 580  | 677  | 659  | 668  | 700  | 784  | 792  | 849  | 846  |

| 1856 | 1861 | 1866 | 1872 | 1876 | 1881 | 1886 | 1891 | 1896 |
| ---- | ---- | ---- | ---- | ---- | ---- | ---- | ---- | ---- |
| 855  | 857  | 875  | 878  | 883  | 917  | 948  | 981  | 985  |

| 1901 | 1906 | 1911 | 1921 | 1926 | 1931 | 1936 | 1946 | 1954 |
| ---- | ---- | ---- | ---- | ---- | ---- | ---- | ---- | ---- |
| 968  | 942  | 910  | 832  | 871  | 783  | 745  | 685  | 670  |

| 1962 | 1968 | 1975 | 1982 | 1990 | 1999 | 2006 | 2007 | 2012 |
| ---- | ---- | ---- | ---- | ---- | ---- | ---- | ---- | ---- |
| 675  | 647  | 574  | 552  | 477  | 446  | 547  | 561  | 555  |

| 2017 | 2022 | - | - | - | - | - | - | - |
| ---- | ---- | - | - | - | - | - | - | - |
| 549  | 566  | - | - | - | - | - | - | - |

## Culture locale et patrimoine

### Lieux et monuments

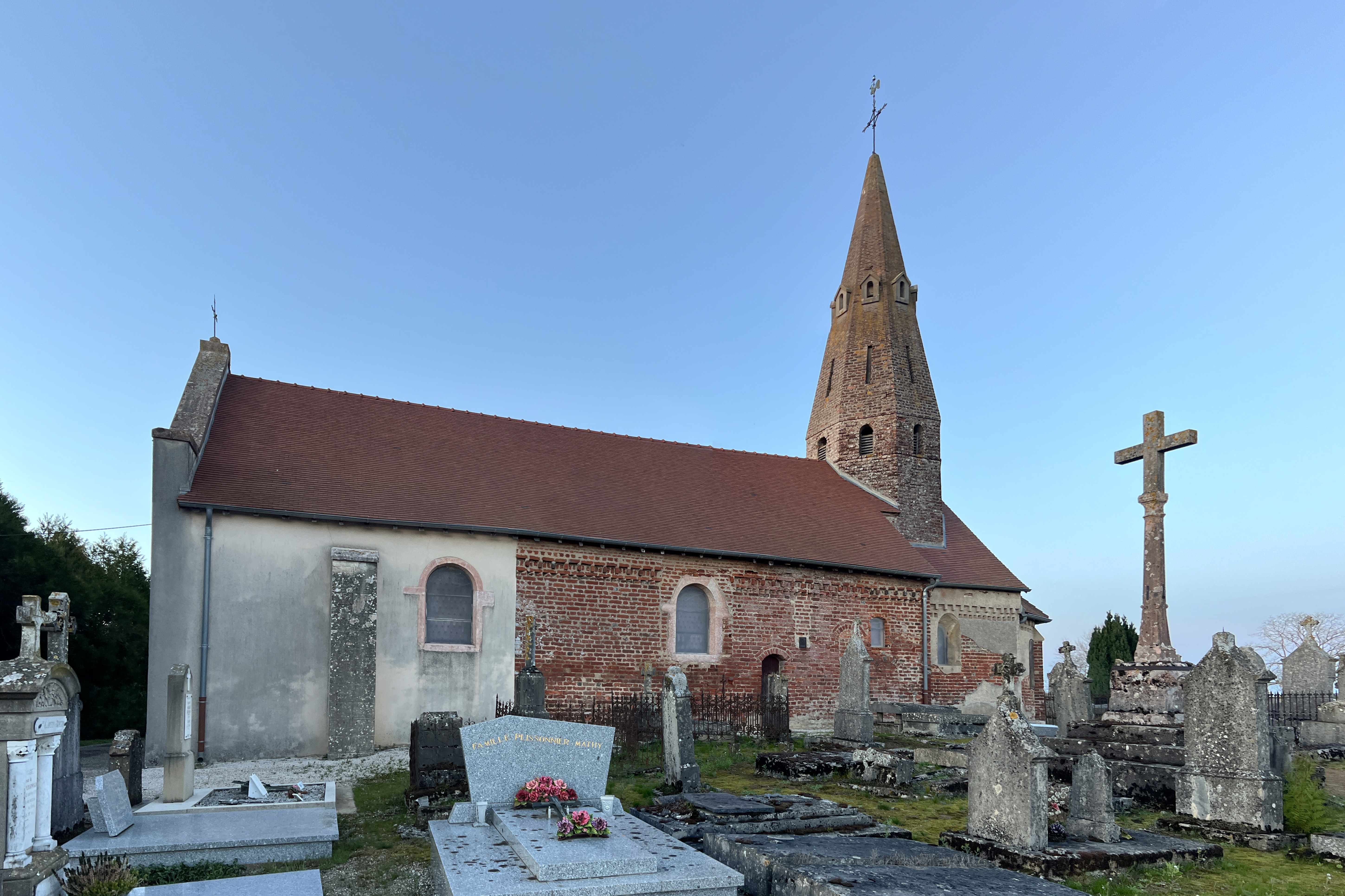
L'église au sein du cimetière.

L'église paroissiale Saint-Vincent se compose d'une nef unique, d'une travée sous clocher et d'une abside semi-circulaire. Le clocher, sur la travée, est octogonal, ajouré sur chaque face d'une baie en plein cintre. Des peintures murales ont été dégagées, à partir de 1926, elles dateraient du quatorzième siècle.
Sur le territoire communal (en prairie) se trouve un ponceau (aqueduc) qui date de la 1ère moitié du XIXème siècle.

### Héraldique
| Blason de Bantanges | Blason  | D'azur à deux chevrons d'or accompagnés en pointe d'un croissant d'argent; à la filière de gueules. |
| Blason de Bantanges | Détails | Le statut officiel du blason reste à déterminer.                                                    |

## Pour approfondir